# 唐獅子

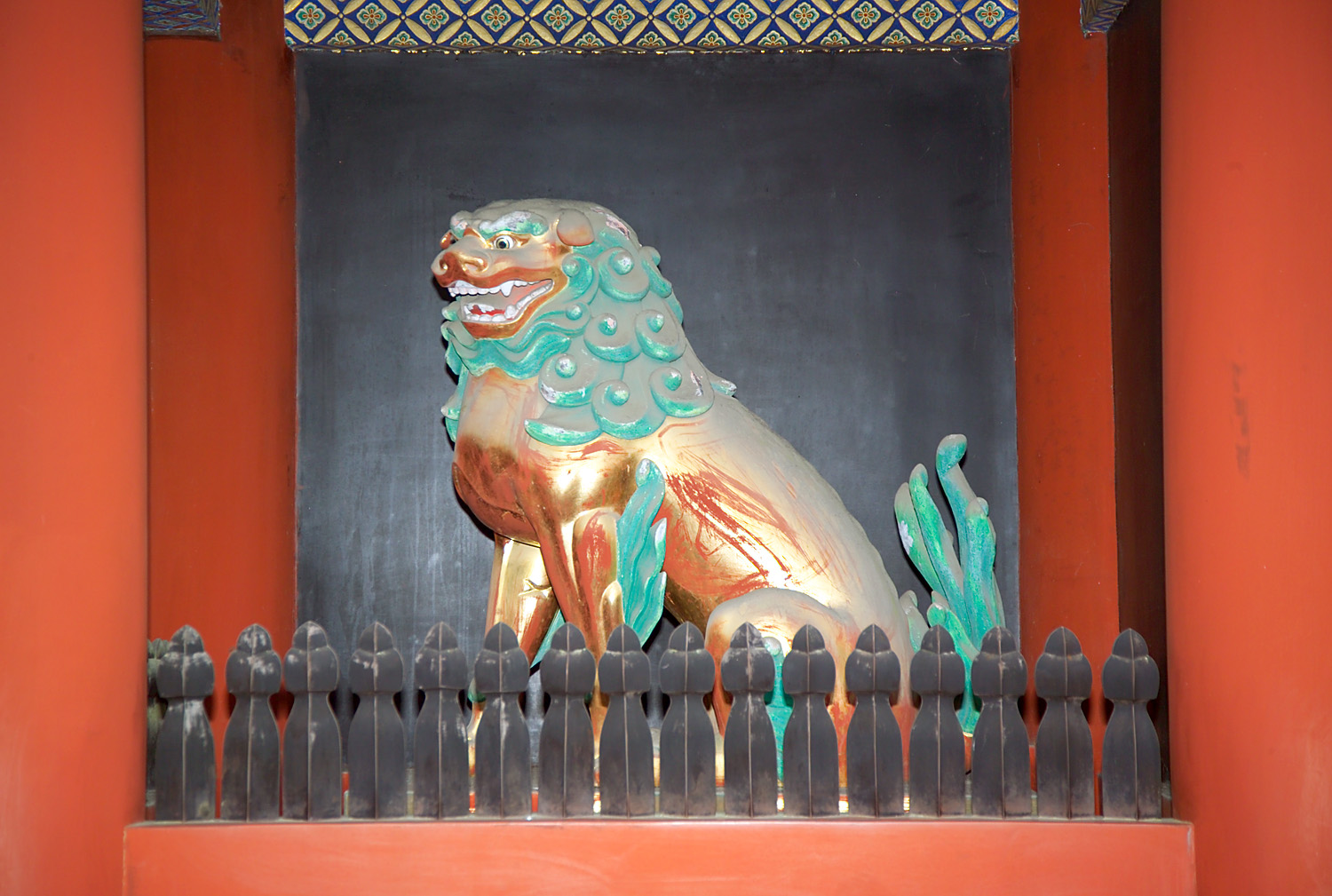
日光東照宮表門の獅子像

唐獅子（からじし）、または獅子（しし）とは中国、日本に伝わる神獣である。
もとは仏陀の一族を守護するインドライオンがモチーフであり、中国に伝わるにつれて美術的、装飾的に図案化されていった。古来、獅子は百獣の王、瑞獣と考えられ、美術品の意匠として巻毛のたてがみを蓄えた勇壮な姿で描かれてきた。

## 獅子と牡丹

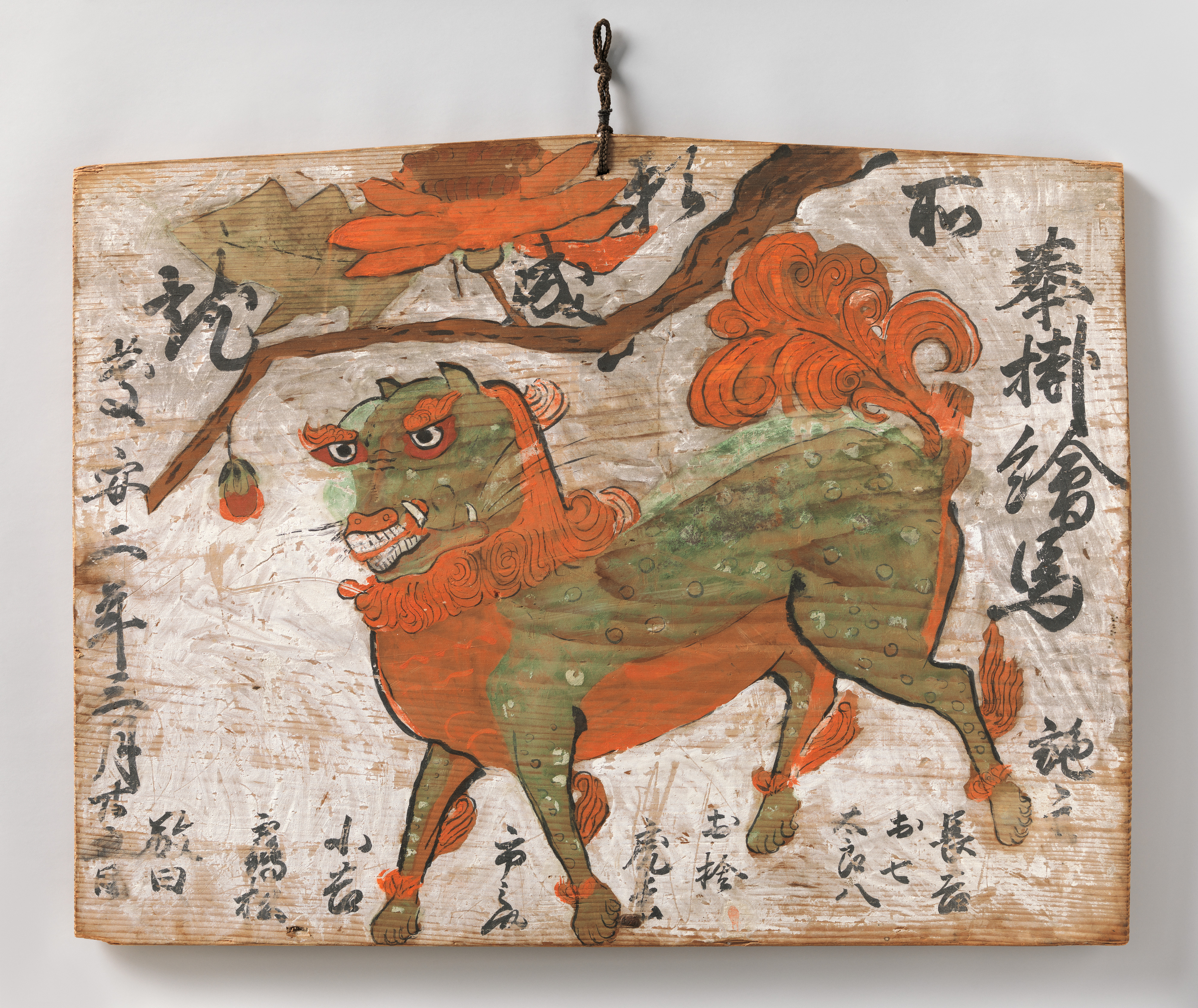
牡丹に唐獅子図絵馬（メトロポリタン美術館）

獅子の身に生じて肉を食い破り死に至らしめる「獅子身中の虫」が牡丹の花から滴る朝露で死ぬため、獅子は夜になると牡丹の花の下で休息するという伝説から、絵画などでは獅子と牡丹の組み合わせが特に好まれた。